# Stillingia bicarpellaris
Stillingia bicarpellaris är en törelväxtart som beskrevs av Sereno Watson. Stillingia bicarpellaris ingår i släktet Stillingia och familjen törelväxter. Inga underarter finns listade i Catalogue of Life.